# Фидлер, Йохан
Йохан Фидлер (нем. Johann Fiedler; 28 апреля 1922, Штатцендорф, Судеты — 23 сентября 1999) — обершарфюрер СС, кавалер Рыцарского креста Железного креста.

## Карьера
Участвовал во Второй мировой войне в составе 3-й танковой дивизии СС «Мёртвая голова» на Восточном фронте.
В феврале-апреле 1942 года вместе с дивизией попал в окружение в Демяновском котле, где за проявленную храбрость в июне был награждён Железным крестом 2-го класса.
В октябре 1943 года получил Железный крест 1-го класса.
В 1944 взял под командование взвод 5-й роты 6-го моторизированного полка СС «Теодор Эйке».
Отличившись во время Корсунь-Шевченковской операции 16 июня 1944 удостоен Рыцарского креста Железного креста.

## Награды
- Железный крест 2-го класса (июнь 1942)
- Железный крест 1-го класса (октябрь 1943)
- Нагрудный знак За ранение в золоте
- Рыцарский крест (16 июня 1944)